# Partit Comunista Català
El Partit Comunista Català fou fundat el novembre de 1928, amb gent procedent de l'Ateneu Enciclopèdic Popular i de nacionalistes de formació marxista. Jordi Arquer i Saltor, Amadeu Bernadó i Calcató i Víctor Colomer foren els seus principals líders. Aplegaria uns 300 afiliats, molt implantats a Sants, a Gràcia i al Clot de Barcelona, i a Lleida aconseguí l'adhesió d'antics membres d'Estat Català com Jaume Miravitlles i Navarra, Martí Vilanova i Purcallas o Domènec Ramon.
Com a òrgan de propaganda va usar en 1928-29 L'Opinió i després el 1930 feu aparèixer L'Andreuenc i Treball. El novembre del 1930 es va fusionar amb la Federació Comunista Catalanobalear (FCCB), junt amb la qual va crear el Bloc Obrer i Camperol (BOC).